# Клиз (Горња Савоја)
Клиз (фр. Cluses) насеље је и општина у источној Француској у региону Рона-Алпи, у департману Горња Савоја која припада префектури Бонвил.
По подацима из 2011. године у општини је живело 17.416 становника, а густина насељености је износила 1666,6 становника/km². Општина се простире на површини од 10,45 km². Налази се на средњој надморској висини од 485 метара (максималној 1.175 m, а минималној 470 m).

## Демографија
| 1962. | 1968.  | 1975.  | 1982.  | 1990.  | 1999.  | 2011.  |
| ----- | ------ | ------ | ------ | ------ | ------ | ------ |
| 8.612 | 12.455 | 14 826 | 15 469 | 16.358 | 18 126 | 17.416 |

График промене броја становника у току последњих година